# Philemon McCarthy
Philemon McCarthy (* 14. August 1983 in Goma-Fetteh) ist ein ghanaischer Fußballspieler.
McCarthy spielte als Jugendlicher für die Gonden Boys, bevor er 2005 zu Feyenoord Academy wechselte. 2008 wechselte er zum Spitzenverein Hearts of Oak SC und am 20. September 2011 unterschrieb er beim Globacom Premier League aufsteiger Wassaman United. Im Februar 2012 verließ er bereits Wassaman United wieder und kehrte zu Hearts of Oak SC zurück.
Sein erstes Länderspiel bestritt der Ghanaer 2005. Mit der Nationalmannschaft nahm er an der Afrikameisterschaft 2008 teil. Zudem wurde er zur Afrikameisterschaft 2010 nominiert.